# 單孔鏢鱸
單孔鏢鱸為輻鰭魚綱鱸形目鱸亞目河鱸科的其中一種，分布於美國密蘇里州及阿肯色州的淡水流域，棲息在中底層水域。